# Луни
Луни (Luni) или Луна (Luna) е главен град на историческата област Луниджиана (Lunigiana), който прекратил своето съществуване през 11 век. Амфитеатърът му и някои други руини са разположени близо до днешния Луни Маре (Luni Mare), част от съвременния Ортоново в провинция Специя, Италия.
Луна е римска колония, създадена през 177 пр.н.е. в територията на лигурското племе Апуани. Градът се намирал на река Магра. Луна процъфтява чрез наблизо намиращото се находище на мрамор в Карара.
През 109 пр.н.е. цензор Марк Емилий Скавър нарежда построяването на пътя Виа Емилия Скавра, който свързвал Луна между другото с Плацентиа (днес Пиаченца). През 106 пр.н.е. следва свръзката към Пиза към Вия Аврелия Нова. По времето на Гай Юлий Цезар идва и пътят за Лука. Градът има морското пристанище Порта Луна и търгува с Лунензе мармор, който се харесвал на Плиний Стари (nat. hist. 3,50). По времето на Цезар мраморът на Луна става важен материал за римската архитектура и занаятчийство. Също така и сиренето от Луна е обичано в Рим.
На 4 януари 275 г. произлизащият от Луна Евтихиан е избран за папа и умира като мъченик на 7 декември 283 г.
Луна става през 4 век седалище на епископ (Lunensis episcopus). Един от тези ранни епископи, Феликс от Луна, е член на църковния събор от 465 г. в базиликата Санта Мария Маджоре в Рим, свикан от папа Иларий. През 409 г. Лигурия е нападната от вестготите. След преместването на пристанището, войни и малария градът Луна е напуснат през 11 век.